# مارتينا تريفيسان
مارتينا تريفيسان (مواليد 3 نوفمبر 1993) هي لاعبة تنس محترفة إيطالية، أعلى تصنيف لها في الفردي كان ال66 في سبتمبر 2021.

## روابط خارجية
- مارتينا تريفيسان على موقع رابطة محترفات التنس (الإنجليزية)
- مارتينا تريفيسان على موقع الاتحاد الدولي لكرة المضرب (الإنجليزية)
- مارتينا تريفيسان على موقع كأس بيلي جين كينغ (الإنجليزية)
- مارتينا تريفيسان على موقع بطولة ويمبلدون (الإنجليزية)
- مارتينا تريفيسان على موقع خلاصة التنس.كوم (الإنجليزية)
- مارتينا تريفيسان على موقع إي إس بي إن.كوم (الإنجليزية)